# Kintore
Kintore is een spookdorp in de regio Goldfields-Esperance in West-Australië.

## Geschiedenis
In december 1894 vonden goudzoekers Leith en Barrett goud in de streek. Ze namen een lease op en groeven een mijnschacht. Ze richtten de 'The Golden Link Gold Mining Company' op. Het bedrijf zou financiële moeilijkheden hebben gekend en zijn overgenomen. Kort daarop zou de goudmijn zijn gesloten.
Op vraag van het 'Kintore Progress Committee' werd het plaatsje Kintore in 1897 officieel gesticht. Het werd naar de mijn vernoemd. In 1898 telde Kintore 240 inwoners, 200 mannen en 40 vrouwen.
In de jaren 1930 en 1940 waren in de omgeving goudmijnen actief. Het is onduidelijk of het om de Kintore-goudmijn ging om of andere goudmijnen. Buiten een kleine put restte er niet veel meer van de plaats. De omgeving werd door bulldozers gelijk gemaakt om er steenslag voor de wegenbouw te storten.
In de jaren 1960-70 werd sporadisch nog naar goud gedolven door verschillende bedrijfjes. 'AFMECO Pty Ltd' en 'Goldfields Pty Ltd' voegden de kleine bedrijfjes samen en verscheidene goudafzettingen werden in dagbouw in productie genomen.

## 21e eeuw
Kintore maakt deel uit van het lokale bestuursgebied (LGA) Shire of Coolgardie waarvan Coolgardie de hoofdplaats is. Het district is de grootste producent van mineralen in de regio Goldfields-Esperance waar een twintigtal mijn- en verwerkingsbedrijven actief zijn. In 2015 was het goudveld in handen van 'Phoenix Gold'.

## Ligging
Kintore ligt langs de 'Coolgardie N Road', 640 kilometer ten oostnoordoosten van de West-Australische hoofdstad Perth, 45 kilometer ten noordwesten van het aan de Goldfields Highway gelegen Kalgoorlie en 45 kilometer ten zuidzuidwesten van het aan de Great Eastern Highway gelegen Coolgardie.

## Klimaat
Kintore kent een warm steppeklimaat, BSw volgens de klimaatclassificatie van Köppen.